# فرودگاه محلی شهرستان گارفیلد
فرودگاه محلی شهرستان گارفیلد (به انگلیسی: Garfield County Regional Airport) یک فرودگاه همگانی بهره‌برداری هوایی با کد یاتا RIL است که یک باند فرود آسفالت دارد و طول باند آن ۲۱۳۷ متر است. این فرودگاه در کشور ایالات متحده آمریکا قرار دارد و در ارتفاع ۱۶۹۱ متری از سطح دریا واقع شده‌است.